# 日本基督教団の人物一覧
日本基督教団の人物一覧（にほんきりすときょうだんのじんぶついちらん）は、日本基督教団における主要な人物の一覧である。

## 日本基督教団統理者
- 富田満

## 日本基督教団総会議長
- 阿部義宗
- 真鍋頼一
- 小崎道雄
- 武藤健
- 白井慶吉
- 大村勇
- 鈴木正久
- 飯清
- 吉田満穂
- 戸田伊助
- 後宮俊夫
- 辻宣道
- 原忠和
- 小島誠志
- 山北宣久

## 総会副議長
- 三浦豕

## 総会書記
- 友井楨

## 総幹事
- 鈴木浩三

## 著名な牧師
- 平良愛香
- 谷本清
- 杉本誠